# Zabiele-Pikuły
Zabiele-Pikuły (prononciation : [zaˈbjɛlɛ piˈkuwɨ]) est un village polonais de la gmina de Boguty-Pianki dans le powiat d'Ostrów Mazowiecka de la voïvodie de Mazovie dans le centre-est de la Pologne.
Il se situe à environ 5 kilomètres au nord de Boguty-Pianki (siège de la gmina), 34 kilomètres à l'est d'Ostrów Mazowiecka (siège du powiat) et à 114 kilomètres au nord-est de Varsovie (capitale de la Pologne).

## Histoire
De 1975 à 1998, le village appartenait administrativement à la voïvodie de Łomża.